# フォルム・ボアリウム
フォルム・ボアリウム（ラテン語: Forum Boarium）は、古代ローマ時代のローマにあったフォルム (公共広場)である。

## 概要
フォルム・ボアリウムは、テヴェレ川とカピトリヌスの丘、パラティヌスの丘に囲まれたVelabrum谷の交通の要衝に位置しており、王政ローマ時代にウシの市場がこの場所にあったことから、『ウシ市場（＝フォルム・ボアリウム）』と名付けられた。テヴェレ川に面した川岸は港として整備され、ローマで最も古い橋であるアエミリウス橋で対岸に渡ることも出来た。フォルム・ロマヌムに向かう道にはヤヌス門が設けられていた。
フォルムには、プブリウス・スルピキウス・ガルバ・マクシムスが紀元前210年の第一次マケドニア戦争で、ギリシアのアエギナ島から奪った巨大な牛のブロンズ像が飾られていた。
時代を経て共和政ローマ中期、港の役割はテヴェレ川の少し下流のエンポリウムに移り、ウシ市場もすぐ近くにあった公共市場に集約されたため、フォルム・ボアリウムは『ウシ市場』から『商業の中心地』に姿を変えていった。この場所はまた、紀元前264年に貴族の葬式に際して剣闘士の競技を初めて行った場所でもある。後の執政官デキムス・ユニウス・ブルトゥスが亡き父の栄誉を称え、3組の奴隷を剣闘士として、競技を行った。
この場所は宗教的な中心地でもあり、ヘラクレス・ウィクトール神殿とポルトゥヌス神殿があり、紀元前6世紀か紀元前5世紀頃に建てられたヘラクレスの大祭壇もあった。帝政ローマ末期には、この場所に多数の店が並ぶようになった。神殿はどちらもキリスト教の教会に転用された。キルクス・マクシムスとの間にあったヘラクレス・ポンペイアニ神殿（Templum Herculis Pompeiani）は、8世紀に真実の口で有名なサンタ・マリア・イン・コスメディン教会に改築された。

## 建築
ヘラクレス・ウィクトール神殿は円形のペリスタイル建築で、紀元前2世紀のものとされる。同心円状にコリント式の柱でできたコロネードで構成されており、中心に円筒形の内陣がある。土台は凝灰岩である。かつては上にアーキトレーブと屋根があったが、現在は失われている。ローマに現存する最古の大理石建築の1つとなっている。
ポルトゥヌス神殿は長方形の建物で、紀元前100年から紀元前80年の間に建設された。4柱式のポルチコが正面にあり、土台の上の内陣には階段を上っていく形になっている。正面のポルチコの4本のイオニア式円柱は独立して立っているが、側面と背面の柱は内陣の壁に埋め込まれている。凝灰岩とトラバーチンでできていて、表面を化粧しっくいで仕上げている。
- ヘラクレス・ウィクトール神殿
- ポルトゥヌス神殿
- ヤヌス門